# Škoda 1101 VO/P
Škoda 1101 VO, 1101 P (bojový tudor) – samochód terenowy produkowany przez czechosłowackie zakłady Škoda w latach 1948–1951.

## Historia
Škoda 1101 VO była pierwszym powojennym samochodem produkowanym dla wojska w zakładach Škody. Oparta była na konstrukcji samochodu osobowego Škoda 1101 Tudor, przy czym wykorzystano tę samą płytę podłogową, silnik i większość podzespołów (stąd, znany był jako bojový tudor). Odmienne było nadwozie – proste, otwarte, czterodrzwiowe, dostosowane dla użytkowników wojskowych. Forma przedniej części, z pionową ścianą przednią, nawiązywała do jeepa Willys MB, a środkowa i tylna część, z prostymi drzwiczkami, do niemieckich pojazdów klasy Kubelsitzwagen (które produkowano także podczas wojny na bazie modelu osobowego Škoda Popular 1101). Podobnie, jak w klasie Kubelsitzwagen, napędzana była jedynie tylna oś pojazdu, dla uproszczenia konstrukcji. W połączeniu z niewielkim prześwitem, zapewniało to jedynie minimalne możliwości jazdy w lżejszym terenie.
Samochód otrzymał nazwę Škoda 1101 VO, od vojenský otevřený (wojskowy otwarty). Prototyp został skonstruowany w 1947 roku (według innych informacji, w 1946 roku). W latach 1948–1949 wyprodukowano 1457 sztuk modelu 1101 VO, po czym samochód przemianowano na 1101 P (pohotovostni) i w latach 1949–1951 wyprodukowano dalsze 2440 sztuk. Oba modele różniły się drobnymi szczegółami wyposażenia. Opracowano też w 1950 roku wersję z napędem na 4 koła i mocniejszym silnikiem 1,2 l, lecz zbudowano jej tylko 3 sztuki (typ 956).
Samochody Škoda 1101 VO/P używane były przede wszystkim przez armię czechosłowacką i korpus bezpieczeństwa narodowego SNB. Były także eksportowane, przede wszystkim do Jugosławii (ok. 700 sztuk) i Bułgarii (część karosowana na miejscu). Według źródeł czeskich, niewielką liczbę otrzymało także Wojsko Polskie (należy zaznaczyć, że w Wojsku Polskim używano cywilnej wersji Škody 1101).